# Taolai Airport
Taolai Airport är en flygplats i Kina. Den ligger i den autonoma regionen Inre Mongoliet, i den norra delen av landet, omkring 900 kilometer väster om regionhuvudstaden Hohhot.
Trakten runt Taolai Airport är nära nog obefolkad, med mindre än två invånare per kvadratkilometer. Närmaste större samhälle är Subonao'er, 13,8 km norr om Taolai Airport. Trakten runt Taolai Airport är ofruktbar med lite eller ingen växtlighet.
Genomsnittlig årsnederbörd är 110 millimeter. Den regnigaste månaden är juni, med i genomsnitt 39 mm nederbörd, och den torraste är januari, med 1 mm nederbörd.